# Jean Harlow
Jean Harlow (nom autèntic: Harlean Harlow Carpenter; Kansas City, Missouri, 3 de març de 1911 − Los Angeles, Califòrnia, 7 de juny de 1937) va ser una actriu estatunidenca i un sex symbol de la dècada de 1930.
Després d'haver estat escollida pel director Howard Hughes, Harlow va aparèixer a la pel·lícula Hell's Angels (1930), però a continuació va actuar en una sèrie de films que no van rebre bones crítiques, abans de ser contractada per la Metro-Goldwyn-Mayer l'any 1932. Harlow va actuar amb els actors William Powell, Spencer Tracy i, en sis pel·lícules, amb Clark Gable.
La popularitat de Harlow va rivalitzar i aviat va ultrapassar la de les seves companyes de la MGM Joan Crawford i Norma Shearer. El sobrenom de Harlow va ser el de "Blonde Bombshell" (la sensació rossa) i també "Platinum Blonde" (la rosa platí).
Va morir quan encara s'estava rodant la pel·lícula Saratoga l'any 1937, als 26 anys. Aquest film es va completar usant dobles de cos i es va presentar als cinemes un mes després de la seva mort.

## Biografia
El nom complet de Harlow era Harlean Harlow Carpenter i havia nascut a Kansas City, Missouri. El seu cognom de vegades s'escriu incorrectament com Carpentier.
Harlow va deixar la casa de la seva mare (que s'havia divorciat) a 16 anys per casar-se amb un home anomenat McGrew. Poc després la parella va deixar Chicago per anar a viure a Beverly Hills. Ni McGrew ni Harlean treballaven i McGrew bevia massa alcohol. Es van divorciar l'any 1929.
Jean Harlow va entrar en contacte amb la 20th Century Fox i finalment va aparèixer a la seva primera pel·lícula, Honor Bound, com a extra, cobrant set dòlars diaris. El desembre va signar un contracte per 5 anys amb Hal Roach Studios, per 100 dòlars a la setmana. Va treballar amb un curtmetratge de Laurel i Hardy titulat Double Whoopee el 1929, i després en dos films més: Liberty i Bacon Grabbers (tots dos de l'any 1929).
Després del seu divorci, Harlow va treballar com a extra en diversos films que eren encara del cinema mut, i no va ser fins a la pel·lícula de 1929 anomenada The Saturday Night Kid, protagonitzada per Clara Bow, que va tenir un paper parlat.

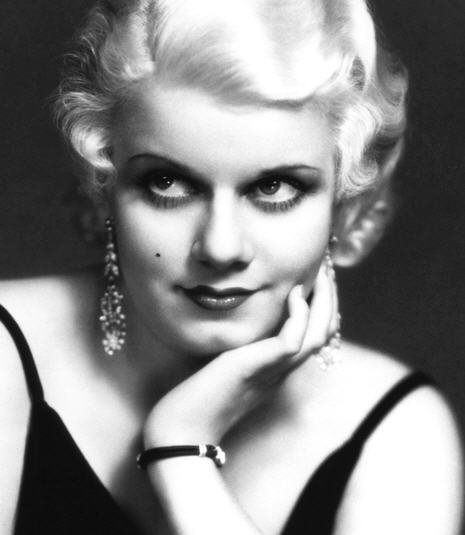
Harlow (1930–31)

A final del 1929, va ser descoberta per l'actor James Hall, que estava filmant la pel·lícula de Howard Hughes, Hell's Angels. Hughes, que tornava a rodar el film, inicialment mut, per convertir-lo en sonor, necessitava una actriu que substituís Greta Nissen, a causa del seu accent noruec, incompatible amb una pel·lícula sonora. Harlow va fer una prova i va aconseguir el paper.
Hughes contractà Harlow per a cinc anys amb 100 dòlars per setmana. Hell's Angels pes va estrenar a Hollywood el 27 de maig de 1930 al Grauman's Chinese Theater, esdevenint la segona pel·lícula amb més recaptació de l'any 1930 només superada per la de Greta Garbo a Anna Christie). Aquesta pel·lícula va fer de Harlow una estrella internacional, però els crítics no eren gaire entusiastes. The New Yorker va escriure que la seva actuació era "simplement horrible", tot i que la revista Variety va reconèixer; "No importa quin grau de talent posseeixi... ningú va morir de fam tenint el que ella té"

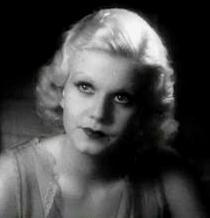
A Red Dust (1932)

Louis B. Mayer era reticient, en principi, a contractar Jean Harlow per a la Metro-Goldwyn-Mayer, però el seu soci Irving Thalberg ho va acabar fent el 3 de març de 1932, pagant a Hughes 30.000 dolars.
La MGM, per tal de promoure aquesta actriu, va arribar a dir que ella era descendent d'Edgar Allan Poe i la va fer aparèixer fent obres de caritat

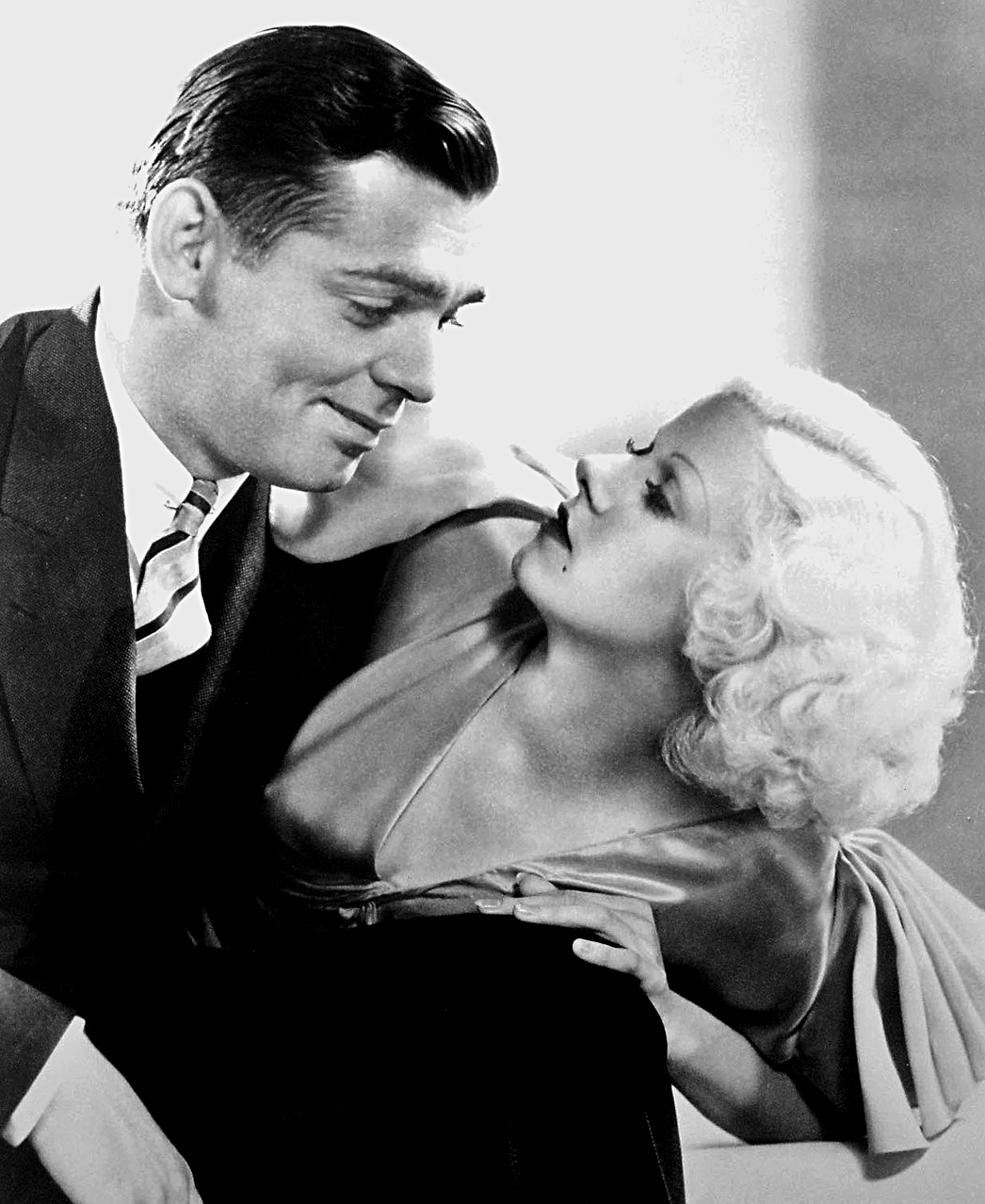
Amb Clark Gable a Hold Your Man (1933)

El seu segon marit, l'actor Paul Bern, es va suïcidar.

## Mort
Jean havia emmalaltit d'escarlatina als 15 anys, cosa que potser va contribuir a la seva mort per nefropatia (malaltia del ronyó) el 7 de juny de 1937. En aquells anys aquesta malaltia no es podia guarir, atès que encara no existien els antibiòtics, ni la diàlisi, ni el trasplantament de ronyó.
La notícia de la seva mort es va estendre ràpidament, i Spencer Tracy va escriure en el seu diari, "Jean Harlow died today. Grand gal." (Jean Harlow ha mort avui. Una gran noia). La MGM va tancar en el dia del seu funeral, el 9 de juny. Va ser enterrada al Forest Lawn Memorial Park a Glendale, Califòrnia A la seva tomba només hi ha una senzilla inscripció: "Our Baby".

## Filmografia parcial
- Saratoga (1937)
- Personal Property (1937)
- Libeled Lady (1936)
- Riffraff (1936)
- Suzy (1936)
- Wife vs. Secretary (1936)
- China Seas (1935)
- Reckless (1935)
- The Girl from Missouri (1934)
- Bombshell (1933)
- El sopar és a les vuit (Dinner at Eight) (1933)
- Hold Your Man (1933)
- Red Dust (1932)
- Red-Headed Woman (1932)
- Goldie (1931)
- Platinum Blonde (1931)
- The Public Enemy (1931)
- City Lights (1931)
- Hell's Angels (1930)
- The Love Parade (1929)